# Liste der Naturdenkmäler in Hungen
Die Liste der Naturdenkmäler in Hungen nennt die auf dem Gebiet der Stadt Hungen gelegenen Naturdenkmäler. Sie sind nach dem Hessischen Gesetz über Naturschutz und Landschaftspflege (Hessisches Naturschutzgesetz – HAGBNatSchG) § 12 geschützt und bei der unteren Naturschutzbehörde des Landkreises Gießen (Fachdienst 72 Naturschutz) eingetragen.
| Bild                          | Bezeichnung                                        | Ortsteil, Lage                                          | Beschreibung | Art          | Nr.   |
| ----------------------------- | -------------------------------------------------- | ------------------------------------------------------- | --- | ------------ | ----- |
| mehr Fotos \| Fotos hochladen | Lindenhain 'Unter den Kaiserlichen'                | Hungen, Gemarkung Hungen 50° 29′ 7,2″ N, 8° 54′ 9,9″ O  | Baumgruppe von Linden auf dem Galgenberg nördlich von Hungen an der L 3007. Seit 1903 als Naturdenkmal ausgewiesen. Höhe ca. 32 m. 94 Bäume.                                        | Sommer-Linde | ND 30 |
| mehr Fotos \| Fotos hochladen | Erinnerungseiche an die Völkerschlacht bei Leipzig | Hungen, Gemarkung Hungen 50° 29′ 3,6″ N, 8° 53′ 54,6″ O | Stiel-Eiche, Einzelbaum gepflanzt zur Erinnerung an die Völkerschlacht bei Leipzig 1813. ND seit 1903, Höhe 18 m.                                                                   | Stiel-Eiche  | ND 31 |
| mehr Fotos \| Fotos hochladen | Meßfelder Eiche                                    | Hungen, Gemarkung Hungen 50° 29′ 5,8″ N, 8° 52′ 32,9″ O | Einzelbaum, um 1650 in Meßfelden (heute wüst) gepflanzt. Seit 1903 als Naturdenkmal ausgewiesen. Alter ca. 375 Jahre. Stammumfang über 7m. Bedeutendstes Naturdenkmal im Landkreis. | Stiel-Eiche  | ND 32 |
| mehr Fotos \| Fotos hochladen | Stieleiche beim Mönchborn bei Langd                | Langd, Gemarkung Langd 50° 27′ 35″ N, 8° 55′ 45,4″ O    | Während eines Gewitters 2017 vom Sturz gekippt. Ehemals landschaftsformender Einzelbaum in weiter Flur am Langder Flutgraben. ND seit 1991, Höhe 18 m. Umfang 465 cm.               | Stiel-Eiche  | ND 46 |